# Словацкая грекокатолическая церковь
Словацкая грекокатолическая церковь (лат. Ecclesia Graeco-Catholica Slovaciae, словац. Slovenská gréckokatolícka cirkev) — одна из восточнокатолических церквей, придерживающихся византийского обряда, то есть принадлежащая к числу грекокатолических церквей. Действует в Словакии и в североамериканской диаспоре.

## История
Ранняя история Словацкой грекокатолической церкви тесно связана с историей современных Русинской и Венгерской грекокатолических церквей, изначально образовывавших единую структуру на всей территории Королевства Венгрия.
После Ужгородской унии 24 апреля 1646 года и Мукачевской унии 1664 года как словаки, так и русины на территории современной Словакии входили в состав Мукачевской епархии. 22 сентября 1818 года из состава Мукачевской епархии была выделена Прешовская епархия, будущий центр Словацкой грекокатолической церкви.
После окончания Первой мировой войны территория Прешовской епархии была передана Чехословакии. Часть грекокатоликов в период между мировыми войнами перешла в православие. В 1937 году Прешовская епархия была переведена в непосредственное подчинение Риму, что де-факто оформило создание отдельной поместной церкви, которая в тот момент состояла из единственной епархии. После Второй мировой войны, когда территория Мукачевской епархии перешла к СССР, Прешовская епархия стала объединять всех грекокатоликов Чехословакии, большинство из них было этническими словаками, с русинским и чешским меньшинствами.
После прихода в Чехословакии к власти коммунистов на церковь обрушились репрессии. В апреле 1950 года коммунистическое правительство инициировало созыв так называемого «Прешовского собора», на котором пять священников и несколько мирян подписали документ о ликвидации церкви и переходе в православие. Епископ Павел Петер Гойдич и прочие священники, отказавшиеся подписать документ, были арестованы, в 1960 году Гойдич умер в тюрьме.
В 1968 году на волне Пражской весны грекокатолическая церковь была легализована. Из 292 грекокатолических приходов, переведённых в православие в 1950 году, 205 проголосовали за восстановление единства с Римом. После подавления Пражской весны такое положение сохранилось, и грекокатолическая церковь продолжила легальное существование.
13 октября 1980 года была организована независимая епархия святых Кирилла и Мефодия в центром в Торонто для окормления грекокатоликов чехословацкой диаспоры в Северной Америке. В 1997 году папа Иоанн Павел II создал апостольский экзархат с центром в Кошице. 30 января 2008 года папа Бенедикт XVI радикально реформировал структуру Словацкой грекокатолической церкви. Прешовская епархия получила статус архиепархии-митрополии, кошицкий экзархат был повышен в статусе до епархии, кроме того организована третья епархия на территории Словакии — с центром в Братиславе.

## Современное состояние и структура

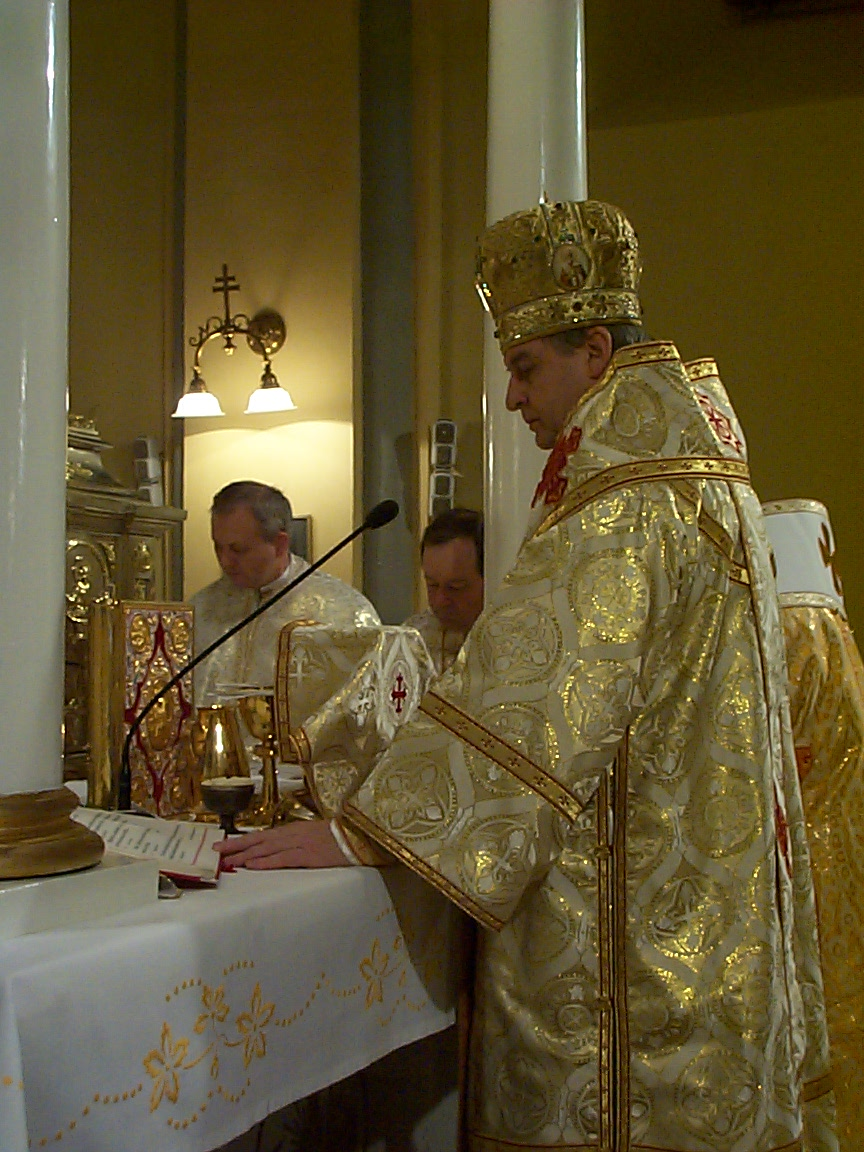
Архиепископ-митрополит Ян Бабьяк

Состоит из прешовской архиепархии-митрополии, суффраганными по отношению к которой являются епархии Братиславы и Кошице; а также епархии в Торонто, Канада. Число членов — 212 тысяч (2016). В Церкви 5 епископов, 511 священников, 279 приходов, около 150 монашествующих. В Словакии у неё два главных монастыря — в Стропкове и Требишове. Верующие сосредоточены в двух краях — Прешовском и Кошицком. Преобладает грекокатолическое население лишь в одном районе Словакии — Медзилаборце (56 %). Возглавляет церковь архиепископ-митрополит Ян Бабьяк (S.J).
Хотя исторически большинство верующих были русинами, в настоящее время значительная их часть считает себя словаками. Как богослужение, так и религиозные тексты — на словацком языке. Священник Франтишек Крайняк с небольшой группой единомышленников переводит религиозные тексты на русинский язык, однако за пределами его епархии в с. Камюнка русинский язык в церкви не используется.

### Прешовская архиепархия
Основана: 22 сентября 1818 как епархия

Получила ранг архиепархии: 30 января 2008 года

Глава: Архиепископ-митрополит Ян Бабьяк (S.J.)

Центр: Кафедральный собор Иоанна Крестителя Прешов

Число верующих: 115 600

Приходов: 165

Священнослужителей: 302

### Кошицкая епархия
Основана: 21 февраля 1997 как апостольский экзархат

Получила ранг епархии: 30 января 2008 года

Глава: Епископ Милан Хаутур

Центр: Храм пресвятой Богородицы, Кошице

Число верующих: 74 734

Приходов: 94

Священнослужителей: 179

Центры: Кошице, Михаловце, Собранце, Спишска Нова Вес, Требишов, Вельке Капушаны

Монастыри: Требишов, Сечовце, Михаловце

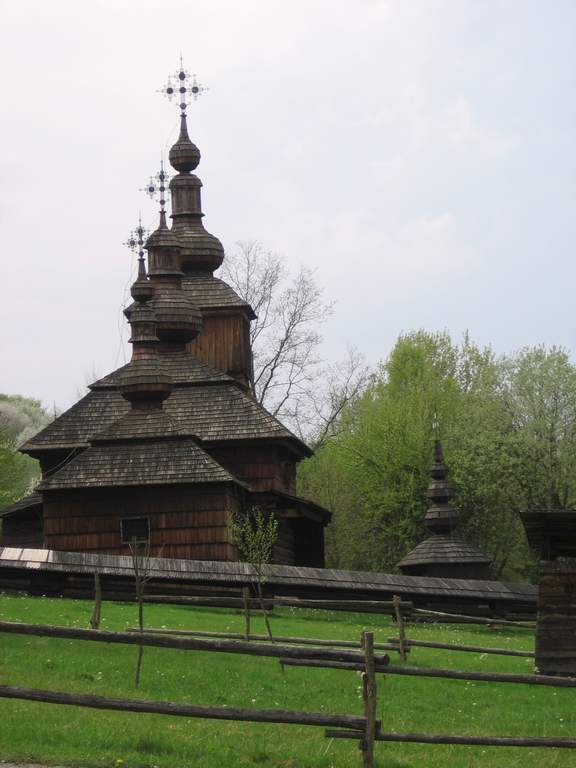
Церковь в Свиднике

### Братиславская епархия
Основана: 30 января 2008 года

Глава: Епископ Петер Руснак

Центр: Храм воздвижения Св. Креста, Братислава
Число верующих: 16 986

Приходов: 15

Священнослужителей: 19

### Торонтская епархия
Епархия святых Кирилла и Мефодия в Торонто основана 13 октября 1980 года как независимая епархия

Глава: Епископ Джон Стефен Пазак (C.S.S.R)

Центр: Храм Рождества Богородицы, Торонто

Число верующих: 4 500

Приходов: 5

Священнослужителей: 3